# Малі Шатновичі
Малі Шатновичі (рос. Малые Шатновичи) — присілок у Лузькому районі Ленінградської області Російської Федерації.
Населення становить 8 осіб. Належить до муніципального утворення Скребловське сільське поселення.

## Історія
Згідно із законом від 28 вересня 2004 року № 65-оз належить до муніципального утворення Скребловське сільське поселення.

## Населення
| 1862 | 1997 | 2007 | 2010 |
| ---- | ---- | ---- | ---- |
| 38   | ↘10  | ↘8   | →8   |